# تناجر سيرا
تناجر سيرا (الاسم العلمي: Tangara phillipsi)، هو نوع من الطيور يتبع فصيلة التناجر ضمن رتبة العصفوريات.